# Gravellona Toce
Gravellona Toce là một đô thị ở tỉnh Verbano-Cusio-Ossola trong vùng Piedmont, có cự ly khoảng 110 km về phía đông bắc của Torino và khoảng 8 km về phía tây của Verbania.

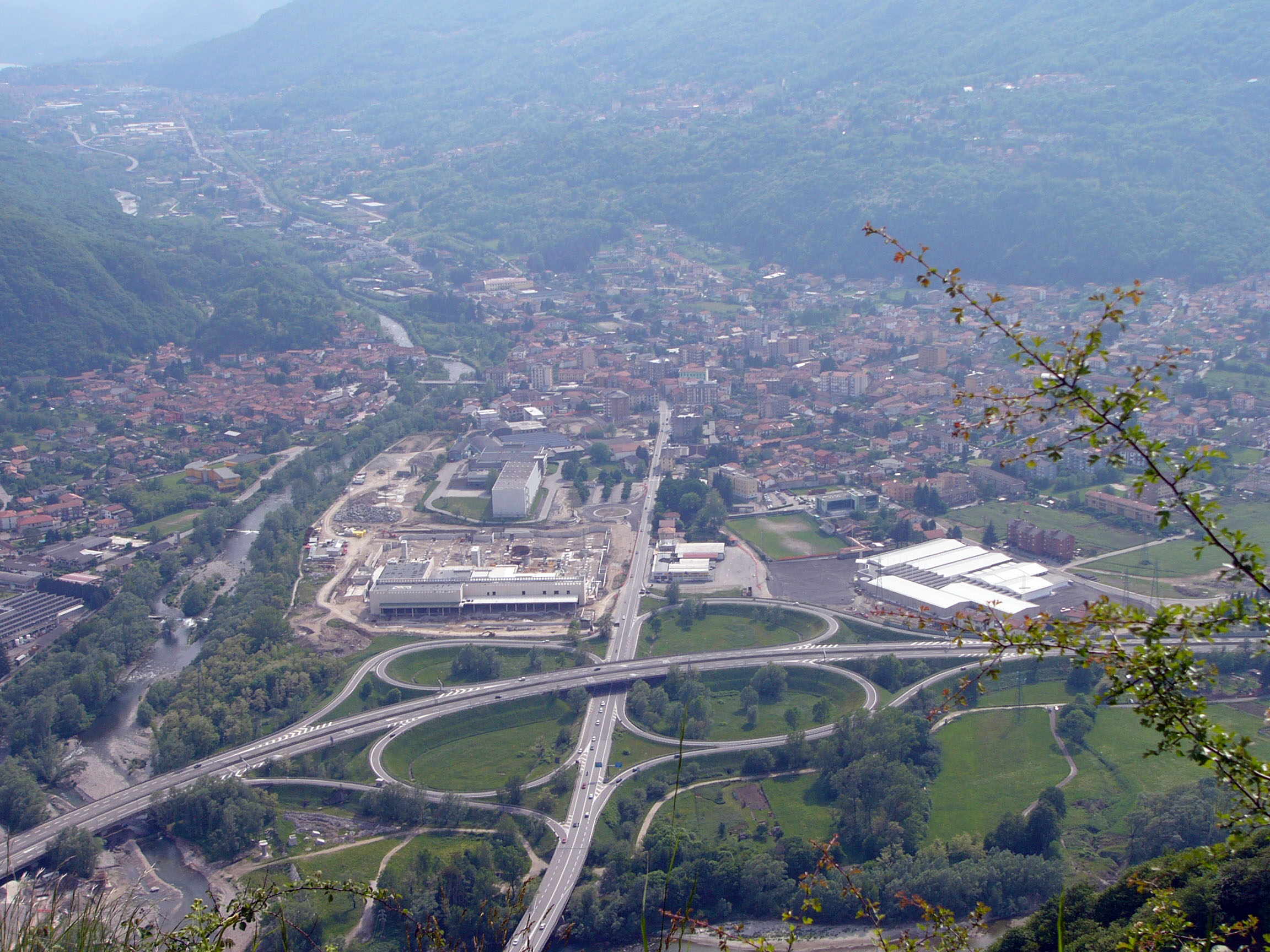
Toàn cảnh Gravellona Toce.

Đô thị Gravellona Toce có các frazioni (đơn vị cấp dưới, chủ yếu là các làng) Granerolo and Pedemonte.
Gravellona Toce giáp các đô thị: Baveno, Casale Corte Cerro, Mergozzo, Omegna, Ornavasso, Stresa, Verbania.